# Wenche Elizabeth Arntzen
Wenche Elizabeth Arntzen (Oslo, nacida el 26 de junio de 1959) es una abogada y jueza noruega. Fue nombrada para el Tribunal Supremo de Noruega el 20 de junio de 2014, habiendo sido previamente jueza en el Tribunal de Distrito de Oslo.
Desde el 16 de abril hasta el 22 de junio de 2012, presidió el juicio de Anders Behring Breivik tras los ataques de Noruega en 2011, asistida por el juez del tribunal de distrito Arne Lyng y tres jueces legos.

## Antecedentes
Arntzen comenzó su carrera como consultora en la sección de Asuntos Legales del Ministerio de Justicia y Policía de Noruega. De 1989 a 2003, fue abogada en la Oficina del Fiscal General de Noruega. Obtuvo la licencia de abogada, con acceso a trabajar en casos ante el Tribunal Supremo de Noruega, en 1993. Luego ingresó al bufete de abogados Kluge como abogada y socia. Desde 2007, Arntzen ha sido jueza en el Tribunal de Distrito de Oslo.
Wenche Elizabeth Arntzen proviene de una familia con muchos juristas. Entre ellos se encuentra su abuelo, el ex Director de la Fiscalía General en Noruega (riksadvokat) Sven Arntzen. Su padre fue el abogado Andreas Arntzen. También está casada con un jurista y es prima del profesor de psicología Erik Arntzen.
Desde 2009, Arntzen ha sido miembro del Comité de Supervisión de Inteligencia Parlamentaria de Noruega. También ha trabajado en la Universidad de Oslo como profesora encargada de ética.

## El juicio de Breivik
Durante la apertura del juicio de 2012 contra Anders Behring Breivik, Breivik afirmó que la jueza Arntzen era amiga personal de Hanne Harlem, hermana de la ex primera ministra Gro Harlem Brundtland, a quien Breivik testificó el día cuatro del juicio había sido un objetivo principal para la ejecución durante su tiroteo en la isla de Utøya, y a quien había querido decapitar en video al estilo de Al Qaeda, pero ante la pregunta de Arntzen si esto constituía una afirmación formal de conflicto de interés, el principal abogado defensor de Breivik, Geir Lippestad, después de conferenciar brevemente con Breivik, respondió que no lo era.